# Centropyge acanthops
Centropyge acanthops är en fiskart som först beskrevs av Norman 1922.  Centropyge acanthops ingår i släktet Centropyge och familjen Pomacanthidae. IUCN kategoriserar arten globalt som livskraftig. Inga underarter finns listade i Catalogue of Life.